# Hongqi H7
La Hongqi H7 è un'autovettura prodotta dalla casa automobilistica cinese Hongqi a partire dal 2013.

## Prima serie (H7; 2013–2021)
L'H7 è stata presentata per la prima volta al Salone di Pechino nell'aprile 2012, con le vendite che sono iniziate a maggio 2013. I primi 500 veicoli sono stati venduti prima del lancio al governo cinese.
Al Salone di Pechino 2016, la Hongqi ha presentato una versione rivista dell'H7. Inoltre, è stata presentata una versione ibrida plug-in.

## Seconda serie (EH7; 2023-)
Nell'ottobre 2023 la seconda serie, denominata EH7, ha esordito come una berlina elettrica basata sulla piattaforma FMS di FAW, con un passo di 3000 mm.
L'EH7 è dotato di due motori, con una potenza massima combinata di 455 kW e una coppia di 756 N·m. Può accelerare da 0 a 100 km/h in 3,9 secondi.
Questa vettura è disponibile anche in una versione dotata di un sistema di sostituzione della batteria. La versione con sostituzione della batteria offre un'autonomia di 600 chilometri, mentre la versione normale può raggiungere un'autonomia fino a 800 chilometri.
L'EH7 è dotato di uno schermo a doppia curvatura da 6+15,5 pollici e dispone anche di un sistema AR HUD (Augmented Reality Head-Up Display) alimentato da un chip Snapdragon 8155.